# Pseudocitrobacter
Genre
Pseudocitrobacter est un genre de bacilles Gram négatifs (BGN) de la famille des Enterobacteriaceae. Son nom qui comporte la racine grecque pseudo- (ψεύδος,-ους : mensonge, erreur) peut se traduire par « faux Citrobacter ». Il fait référence au genre bactérien Citrobacter dans lequel ces bactéries étaient auparavant classées.

## Taxonomie
Ce genre a été créé en 2014 par reclassement de deux espèces auparavant rattachées au genre Citrobacter, déjà comptées dans la famille des Enterobacteriaceae.
Jusqu'en 2016 il était rattaché par des critères phénotypiques à la famille des Enterobacteriaceae. Malgré la refonte de l'ordre des Enterobacterales par Adeolu et al. en 2016 à l'aide des techniques de phylogénétique moléculaire, Pseudocitrobacter reste dans la famille des Enterobacteriaceae dont le périmètre redéfini compte néanmoins beaucoup moins de genres qu'auparavant.

## Liste d'espèces
Selon la LPSN (3 novembre 2022) :
- Pseudocitrobacter anthropi Kämpfer et al. 2014
- Pseudocitrobacter corydidari Guzman et al. 2022
- Pseudocitrobacter faecalis Kämpfer et al. 2014 – espèce type
- Pseudocitrobacter vendiensis Kämpfer et al. 2020